# Livebox

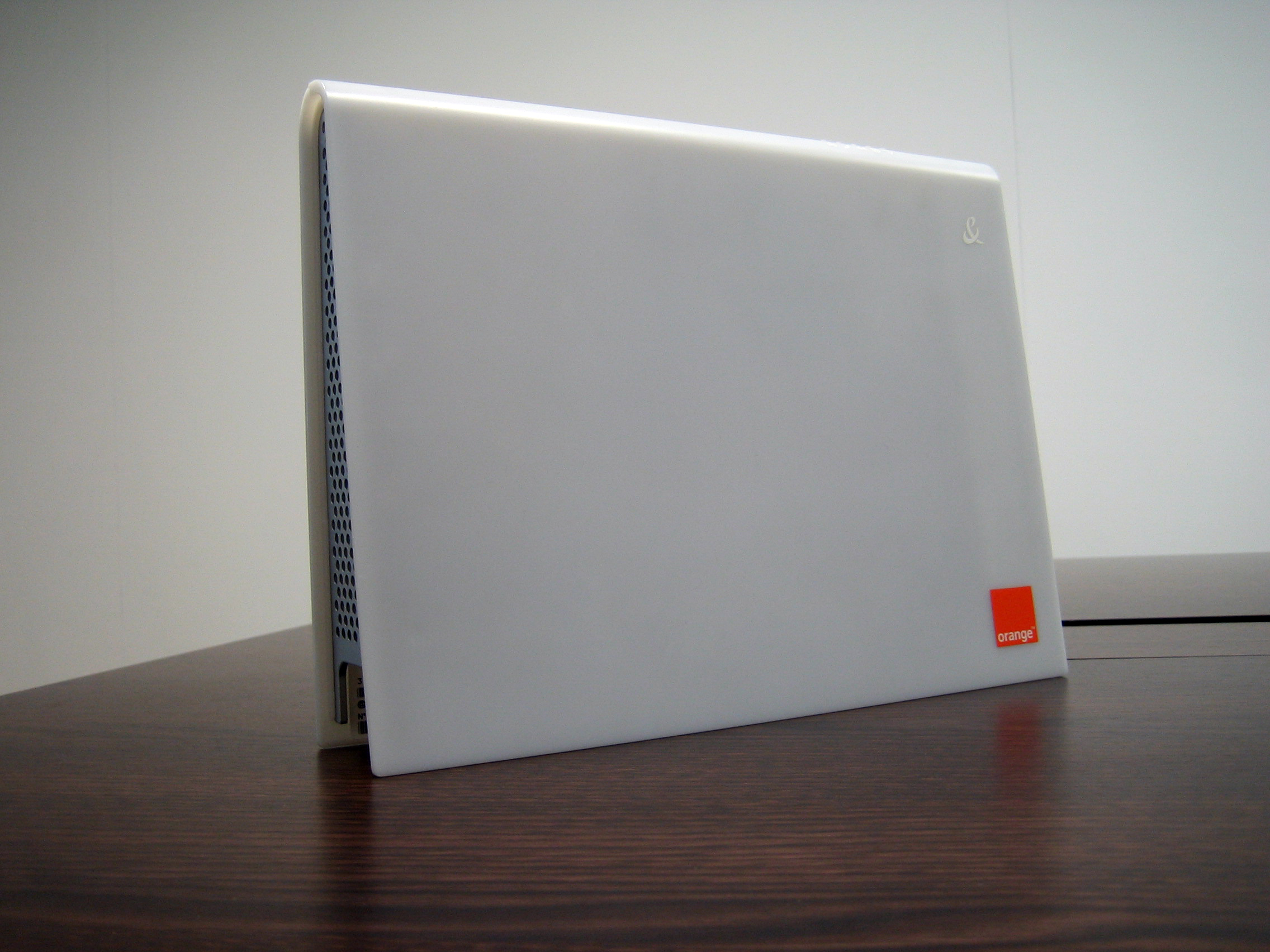
Livebox Orange w wersji 1.1

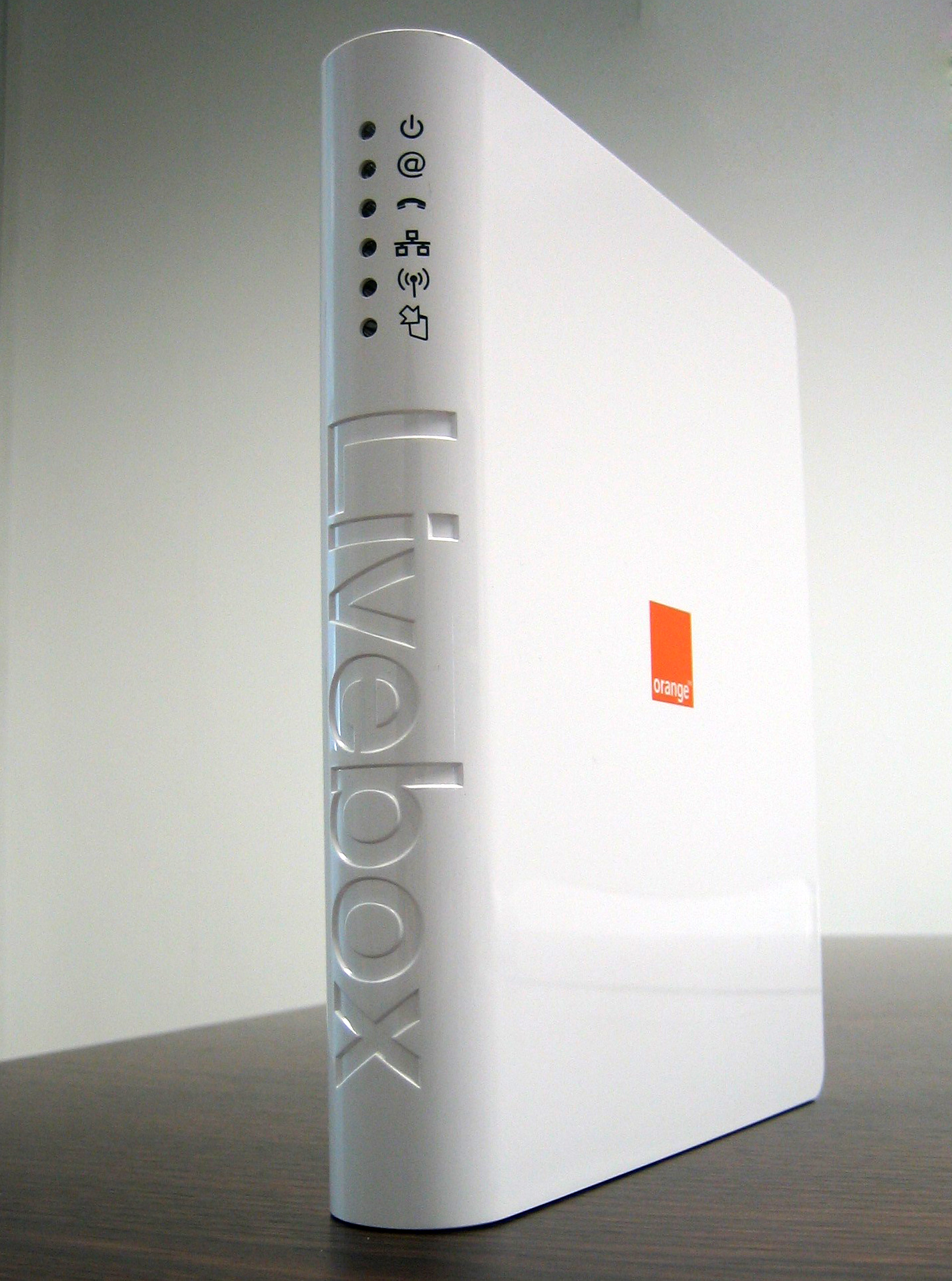
Livebox Orange w wersji 1.2

Livebox Orange – handlowa nazwa routera Sagem F@st 3202 – urządzenia dostępowego do Internetu oraz telefonii i usług telewizyjnych oferowanych przez firmę Orange. Livebox wykorzystuje technologię ADSL do szerokopasmowego dostępu do Internetu w postaci usługi Neostrada. Dzięki niemu można korzystać z każdej opcji Neostrady, a także udostępnić połączenie z Internetem kilku urządzeniom jednocześnie, zarówno przewodowo jak i bezprzewodowo. Router Livebox nie stawał się własnością klienta, a jedynie był wydzierżawiony od operatora. Obecnie routery Livebox 1.1, Livebox 1.2 i Livebox 3.0 zostały wycofane z dystrybucji a ich miejsce zastąpił Funbox 2.0 (ADSL2, VDSL2) oraz Funbox 3.0 (FTTH).

## Funkcje urządzenia
Z technicznego punktu widzenia, Livebox łączy w sobie funkcje między innymi:
- Routera,
- Modemu ADSL lub VDSL (wersja 3.0)
- Routera FTTH (wersje 2.0 oraz 3.0)Livebox 1.2 - bok

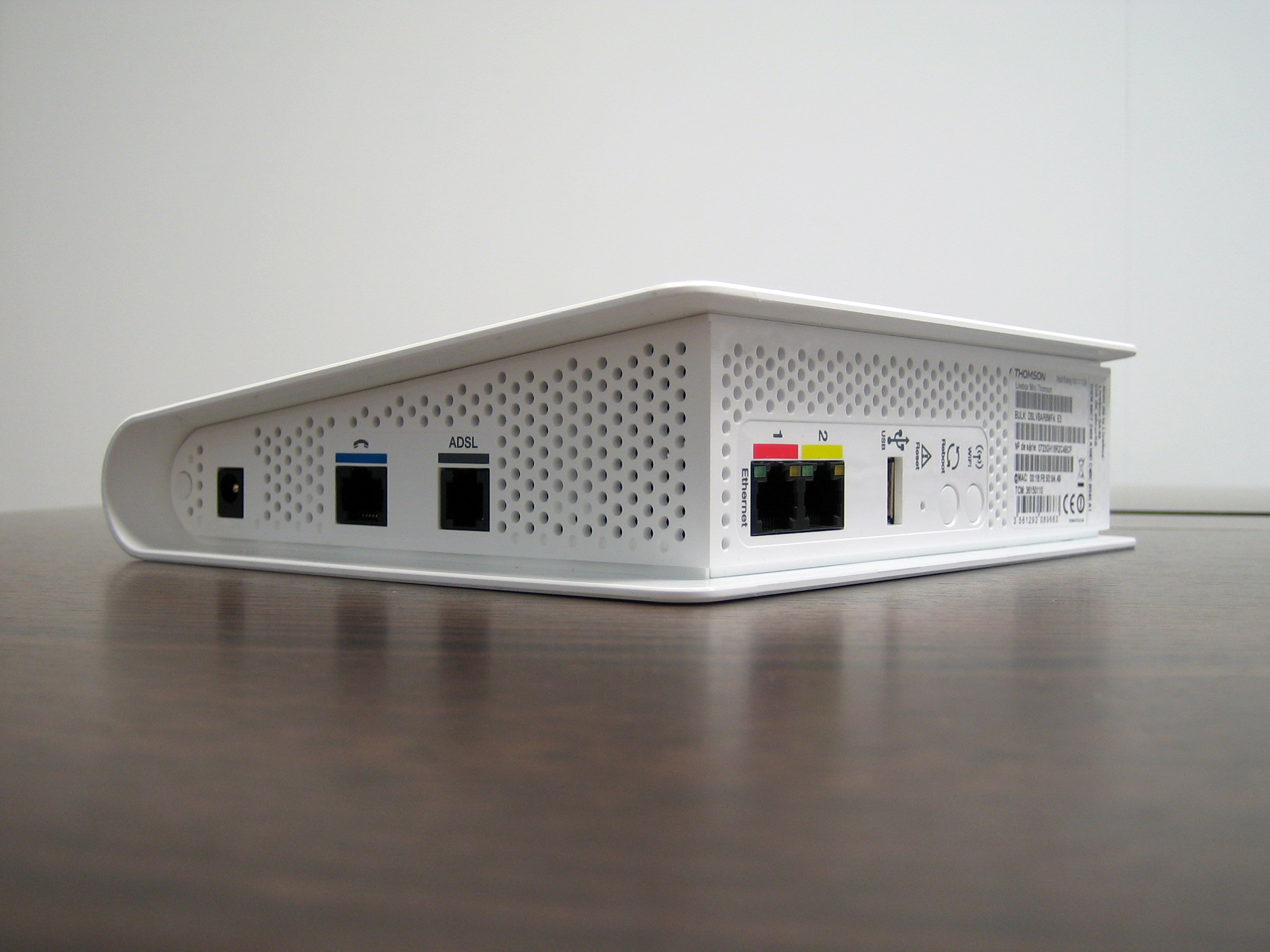
Livebox 1.2 - bok

- Punktu dostępowego do połączeń Wi-Fi w standardzie 802.11b/g (dla wersji 1.1) oraz 802.11b/g/n (dla wersji 2.0 oraz 3.0),
- Adaptera Bluetooth do połączeń z palmtopami i telefonami komórkowymi (dla wersji 1.1)
- Bramki VoIP – Standardowo wykorzystywana jest usługa telefonia internetowa oraz neofon
- Printserwera (wersje 2.0 oraz 3.0)
- Serwer plików (wersje 2.0 oraz 3.0)
- 4 porty Ethernet 10/100 dla wersji 3.0 10/100/1000 (jeden zarezerwowany dla IPTV)

## Szyfrowanie danych
F@st 3202 obsługuje następujące protokoły:
- Protokół WEP (Wired Equivalent Privacy), opartego na 64-bitowym oraz 128-bitowym kluczu szyfrującym.
- Protokół WPA-TKIP, zwanego WPA-PSK (Pre-Shared Key), opartego na maksymalnie 64-znakowej sekwencji szyfrującej.
- Protokół WPA-EAP, opartego na zewnętrznym serwerze RADIUS (Remote Authentication Dial-in User Service).

Urządzenie potrafi filtrować adresy MAC, których dodanie do listy ACL (Access Control List) wymaga potwierdzenia naciśnięciem przycisku na obudowie urządzenia, lub ręcznego dopisania na stronie konfiguracji.

## Zestaw Livebox
W zestawie znajdują się:

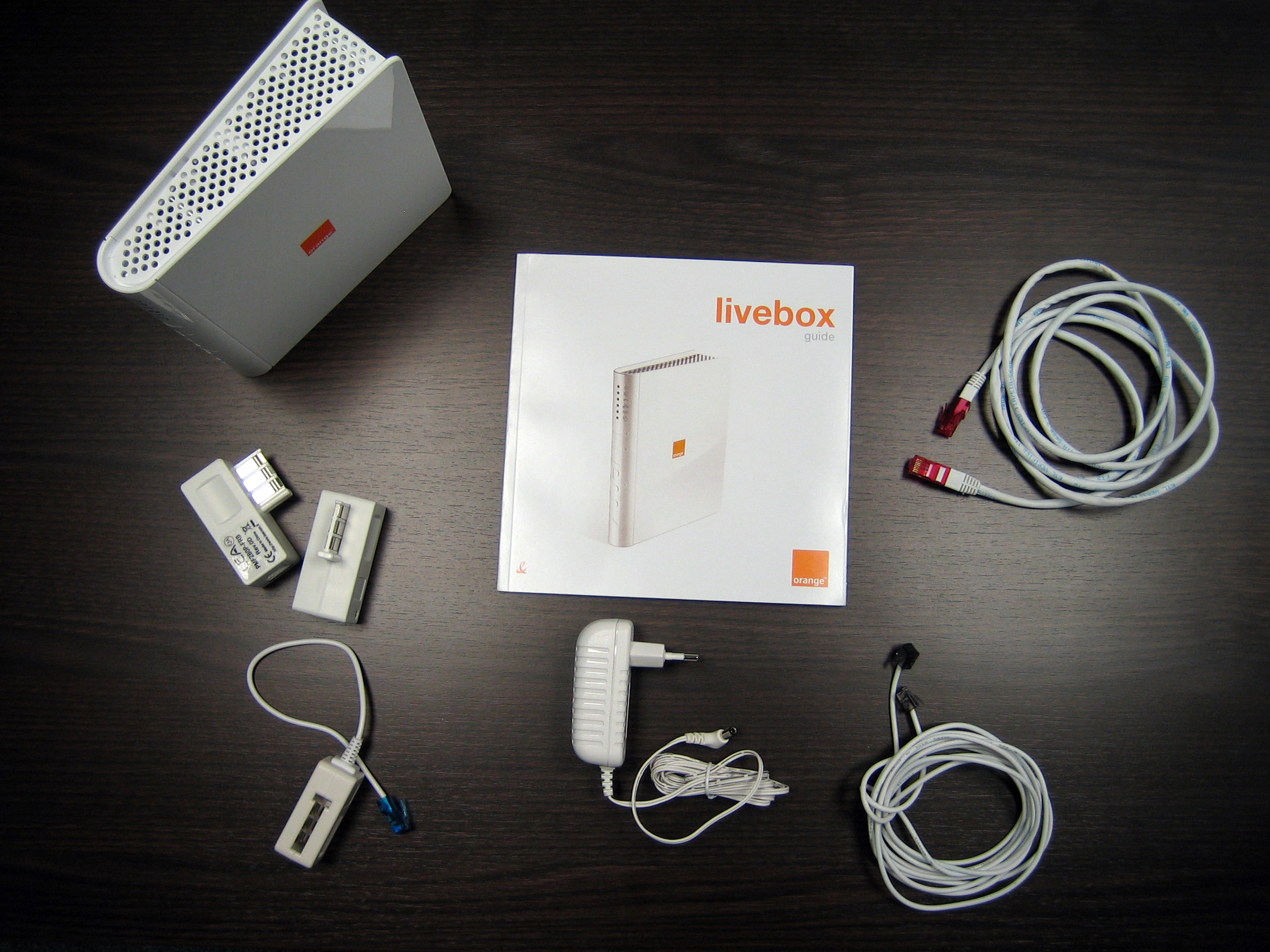
Zestaw Livebox 1.2

- urządzenie Livebox tp (Sagem F@st 3202)
- zasilacz
- kabel telefoniczny RJ-11
- kabel USB
- kabel Ethernet RJ-45
- rozdzielacz sygnału
- dwa mikrofiltry
- płyta CD z oprogramowaniem (sterowniki, instrukcja instalacji itp.)

## Livebox 2.0
W 2009 roku, Orange wydało router Livebox 2. W odróżnieniu od poprzednika, producentem nie jest Sagem, lecz ZTE. Początkowo urządzenie było dostępne w Hiszpanii i Francji, jednak po krótkim czasie do tych krajów dołączyła również Polska i Belgia.
Livebox 2 obsługuje standardy Wi-Fi 802.11 b/g/n.
Livebox 2.0 charakteryzuje się następującymi parametrami technicznymi:
- Procesor: Lexra LX4189 o taktowaniu 200 Mhz
- Pamięć RAM: 64MB
- Pamięć FLASH: 32MB
- Sieć Bezprzewodowa: Atheros AR9223 802.11b/g/n

## Livebox 3.0
Router został wydany w 2013 roku. Był dostępny dla klientów zamawiających neostradę w technologii VDSL, czyli w opcjach 40Mb/s oraz 80Mb/s. Producentem jest ZTE (model ZXHN H368N). Obsługuje połączenie ADSL2, VDSL2 i FTTH. Wyposażony jest w wyświetlacz OLED i dwie kontrolki (Internetu i WiFI), 4 porty Ethernet (z czego tylko 3 udostępniają Internet), WiFi b/g/n w paśmie 2.4 i 5GHz. Interfejs przypomina stronę www firmy Orange. W komplecie znajdują się: kabel 8P8C, RJ-11, zasilacz, rozdzielacz sygnału i mikrofiltr telefoniczny (nie VDSL).
Livebox 3.0 charakteryzuje się następującymi parametrami technicznymi:
- Chipset: Broadcom BCM63168V
- Moduł WiFi: Celeno1830